# Don't U Ever Stop
Don't U Ever Stop è un brano musicale della boy band giapponese KAT-TUN, estratto come primo singolo dall'album Break the Records: By You & For You. È stato pubblicato il 14 maggio 2008 ed è il settimo singolo consecutivo del gruppo ad arrivare alla prima posizione della classifica Oricon dei singoli più venduti in Giappone.

## Tracce
Regular edition JACA-5092
1. Don't U Ever Stop - 4:14
2. Don't U Ever Stop (Instrumental) - 4:14

Limited edition 1 JACA-5093
1. Don't U Ever Stop - 4:14
2. w/out notice?? (Kamenashi) - 3:38
3. Natsu no Basho (夏の場所?) (Taguchi) - 4:46
4. w/out notice?? (Instrumental) - 3:38
5. Natsu no Basho (夏の場所?) (Instrumental) - 4:46

Limited edition 2 JACA-5094
1. Don't U Ever Stop - 4:14
2. Lovejuice (Akanishi)- 3:49
3. Parasite (Tanaka) - 4:07
4. Lovejuice (Instrumental) - 3:49
5. Parasite (Instrumental) - 4:07

Limited edition 3 JACA-5095
1. Don't U Ever Stop - 4:14
2. Ai no Hana (愛の華?) (Ueda) - 6:02
3. Smack (Nakamaru)  - 4:19
4. Ai no Hana (愛の華?) (Instrumental) - 6:02
5. Smack (Instrumental) - 4:19

## Classifiche
| Classifica (2008)                        | Posizione più alta |
| ---------------------------------------- | ------------------ |
| Giappone (Classifica settimanale Oricon) | 1                  |
| Giappone (Billboard Japan Hot 100)       | 1                  |